# زجاج ذكي
الزجاج الذكي (بالإنجليزية:  EGlass)‏، ويسمى أيضاً بالزجاج المتحول أو النوافذ الذكية وهو زجاج قابل للتحويل كهربائياً ويغير من خصائص نقل الضوء عند تطبيق الجهد عليه. وهذه الأنواع المعينة من الزجاج الذكي تتيح للمستخدمين التحكم في كمية الضوء وبالتالي الحرارة، فيتغير من زجاج شفاف إلى نصف شفاف ويمنع الرؤية من خلاله بشكل جزئي مع الحفاظ على الضوء واضحاً من خلال الزجاج. وهناك نوع آخر من الزجاج الذكي يوفر خصوصية تامة عند تفعيله.
تقنيات الزجاج الذكي تشمل الأجهزة الكهربائية، وأجهزة الجسيمات المعلقة والستائر الدقيقة وأجهزة البلورات السائلة. وهو أيضاً يساعد على خفض التكاليف.

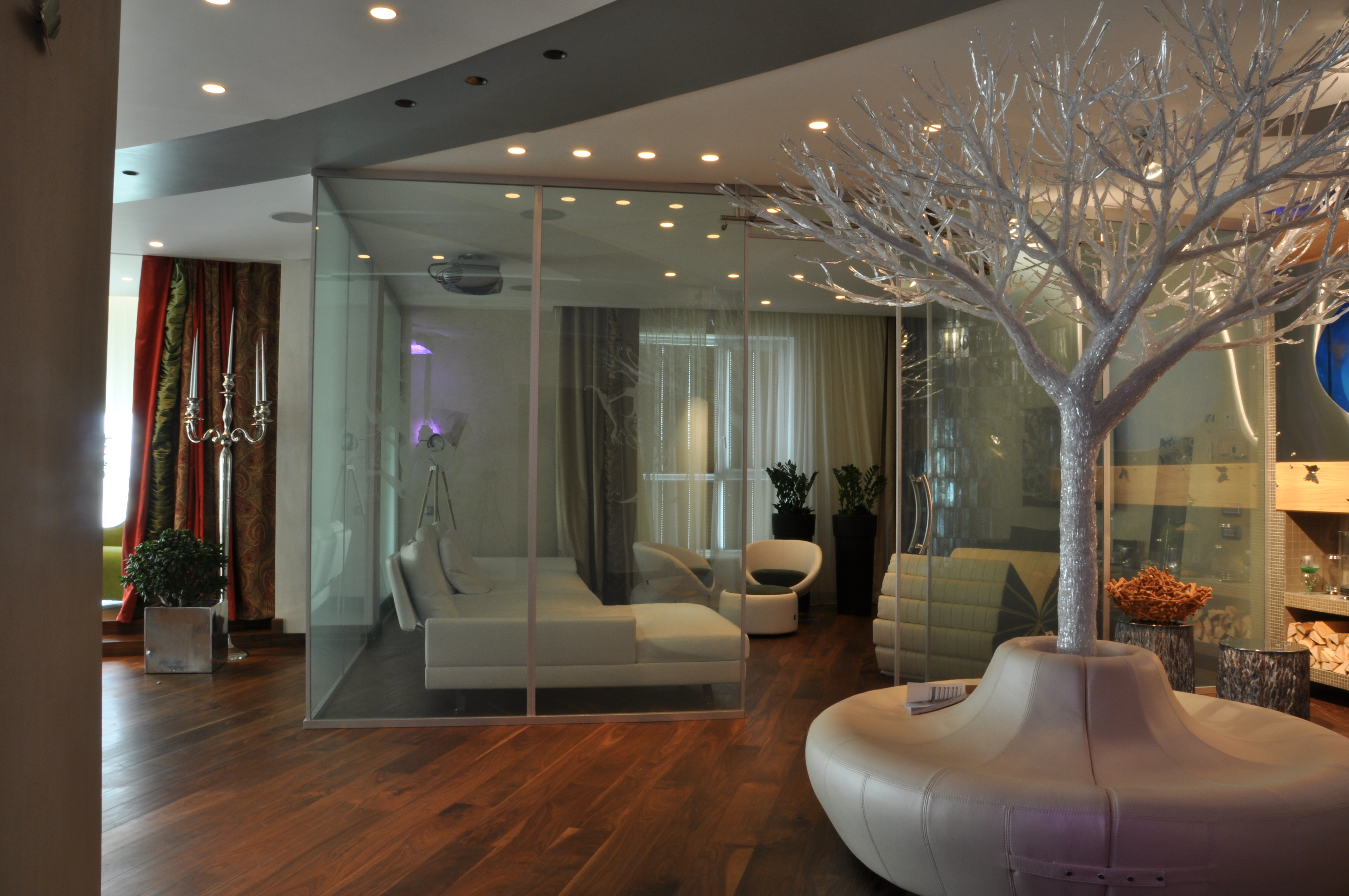
زجاج ذكي عازل للصوت "مفتوح"

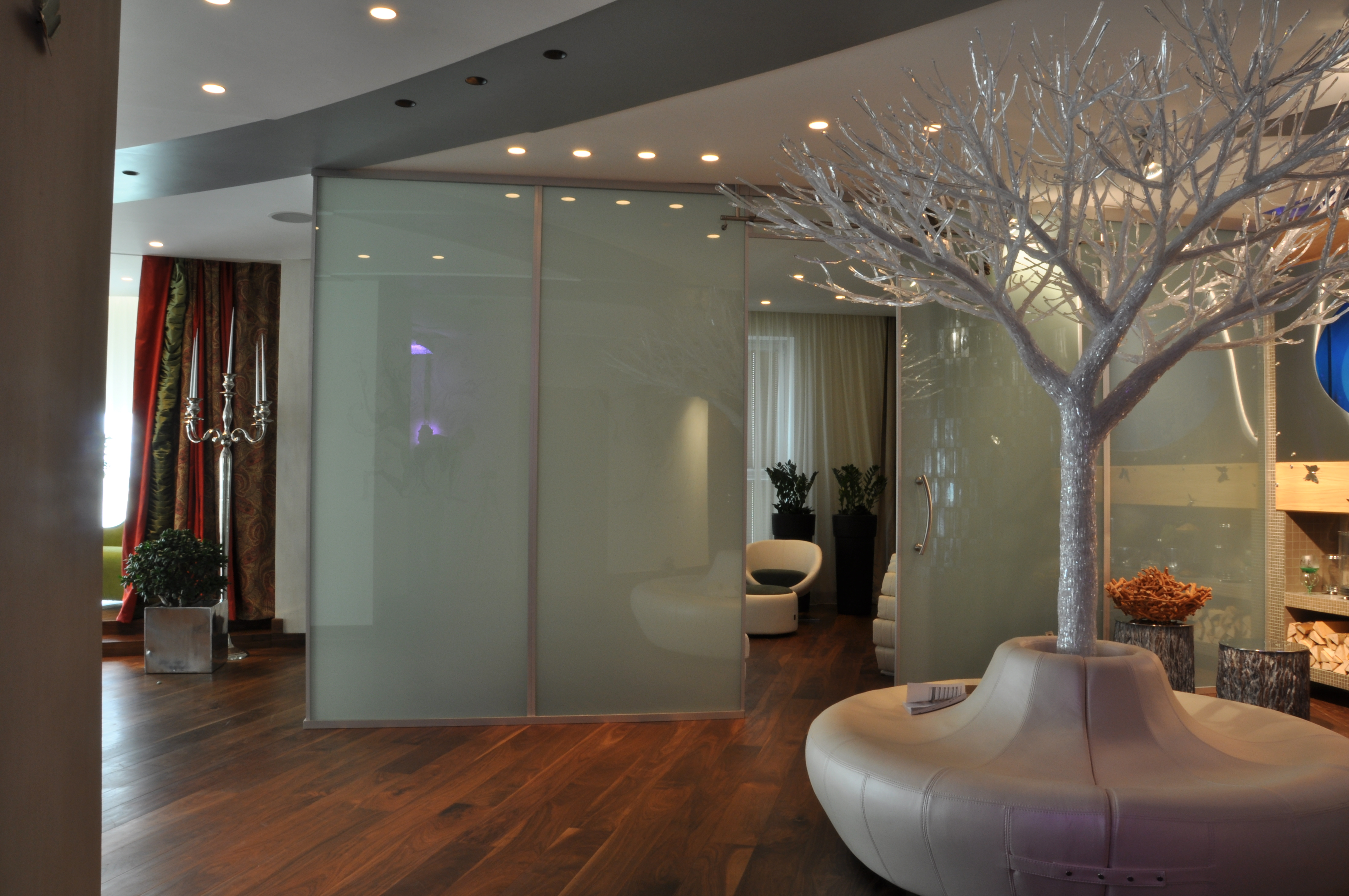
زجاج ذكي عازل للصوت "مغلق"